# Олена Рареш
Олена Катерина Рареш (рум. Elena Ecaterina Rareș, серб. Јелена Катарина Рареш; 1490, Сербія — 1553, Сучава, Молдова) — сербська принцеса, дружина володаря Молдови Петру IV Рареша.

## Походження
Вона була другою дочкою сербського князя Йована Бранковича, деспота Сербії з 1496 по 1502 рік, і дворянки Єлени Якшич. Її зведена сестра, Міліца Бранкович, була дружиною Нягоє Басараба, господаря Волощини (1512—1521), і свекрухою господарів Раду V Афумаці та Раду VII Паїсія (через його доньку Руксандру), а також Стефана IV Молодого (через дочку Стану).

## Дружина господаря Молдови

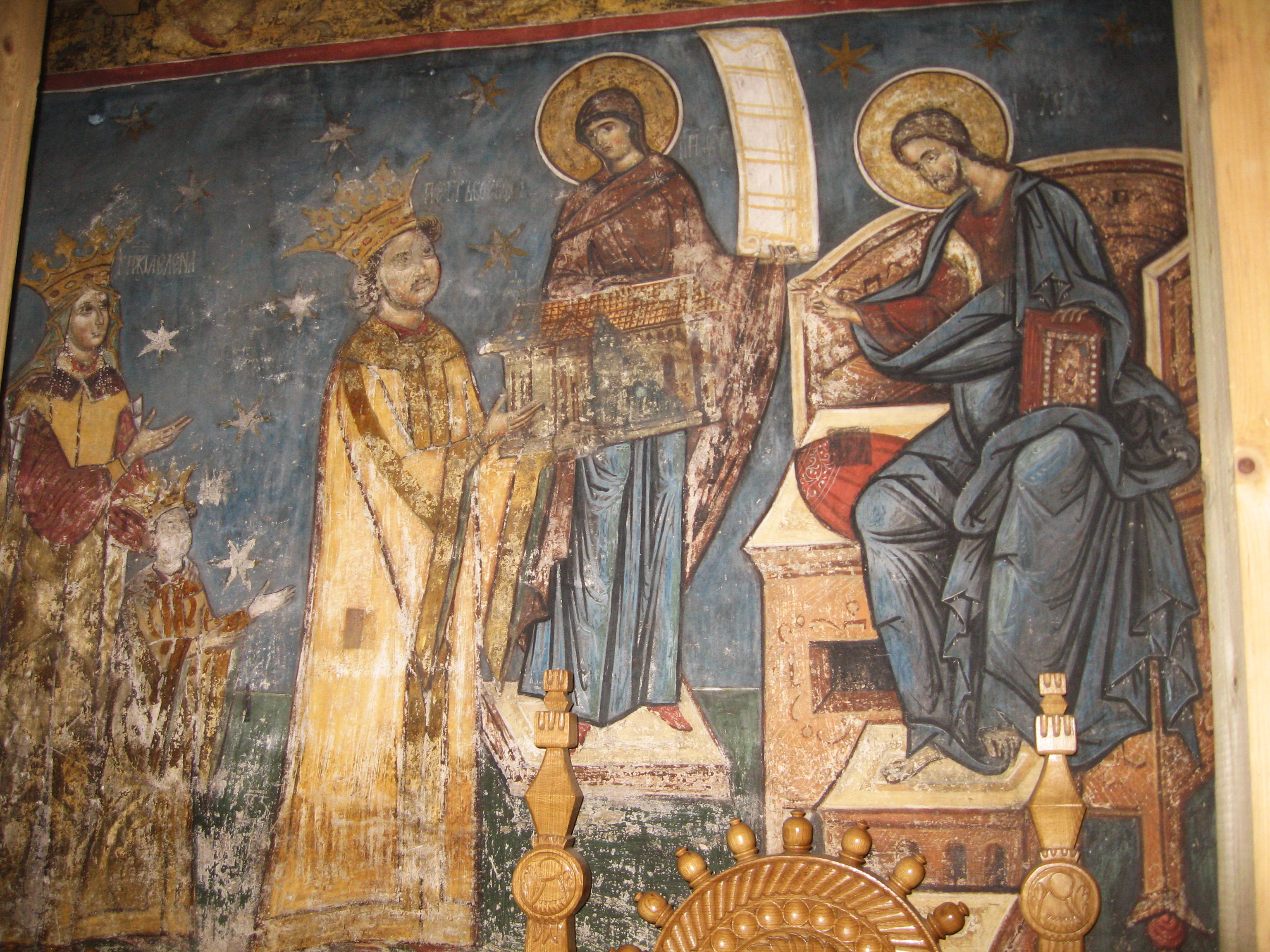
Сім'я Петру IV Рареша. Зображення із Гуморулуйського монастиря

Принцеса Олена Бранкович вийшла заміж за Петру IV Рареша, незаконнонародженого сина Штефана III Великого та господаря Молдови (1527—1538, 1541—1546). Молдавський воєвода овдовів, після того як його перша дружина, бояриня Марія, померла 28 червня 1529 року і була похована в Путнянському монастирі. У Петру Рареша та Олени було четверо дітей: три сини Ілля (нар. 1531), Стефан (нар. 1532) і Костянтин (нар. 1542) та дочка Руксандра (нар. 1538). Деякі автори помилково стверджують, що Деспіна, відома як княжна Молдовська, також була донькою Петру Рареша та Олени, але вона, швидше за все, дочка Петру Рареша та його першої дружини.
Олена правила разом з Петру IV Рарешем протягом двох періодів: 1527—1538 та 1541—1546. Перше правління закінчилося в 1538 році, коли турецькі війська султана Сулеймана I Пишного вторглися в Молдову, зробивши своїм правителем Стефана V Лакусту. Передбачаючи свою поразку, молдавський воєвода заздалегідь відправив дружину та дітей до замку Чичеу в Трансильванії, якою керував. Фортеця була в облозі протягом чотирьох місяців військами Яноша I Заполья. Господар згодом перебуває там півтора року, будучи напівув'язненим.
Перебуваючи у вигнанні, Петру Рареш попросив Олену написати листа сербською мовою до султана Сулеймана, в якому колишній правитель Молдови покаявся у своїх вчинках, підтвердив свою покору османам і попросив поновити його на престолі Молдови.
У січні 1540 року Петру Рареш залишив замок Чичеу і поїхав до Стамбула, а княгиня та діти залишилися в замку. Зусилля Петру Рареша дали результат, і молдавський воєвода заручився підтримкою османів, щоб відновити свою владу над країною. У березні 1541 року він знову стає господарем Молдавії і, стративши бояр-зрадників, посилає довірених людей до Чичеу, щоб привести сім'ю. Олена з дітьми прибула до Сучави 25 травня 1541 року, де її зустріли з великою радістю.
Його друге правління тривало п'ять років і закінчилося смертю в 1546 році. Цей період був відносно спокійним.

## Регентство

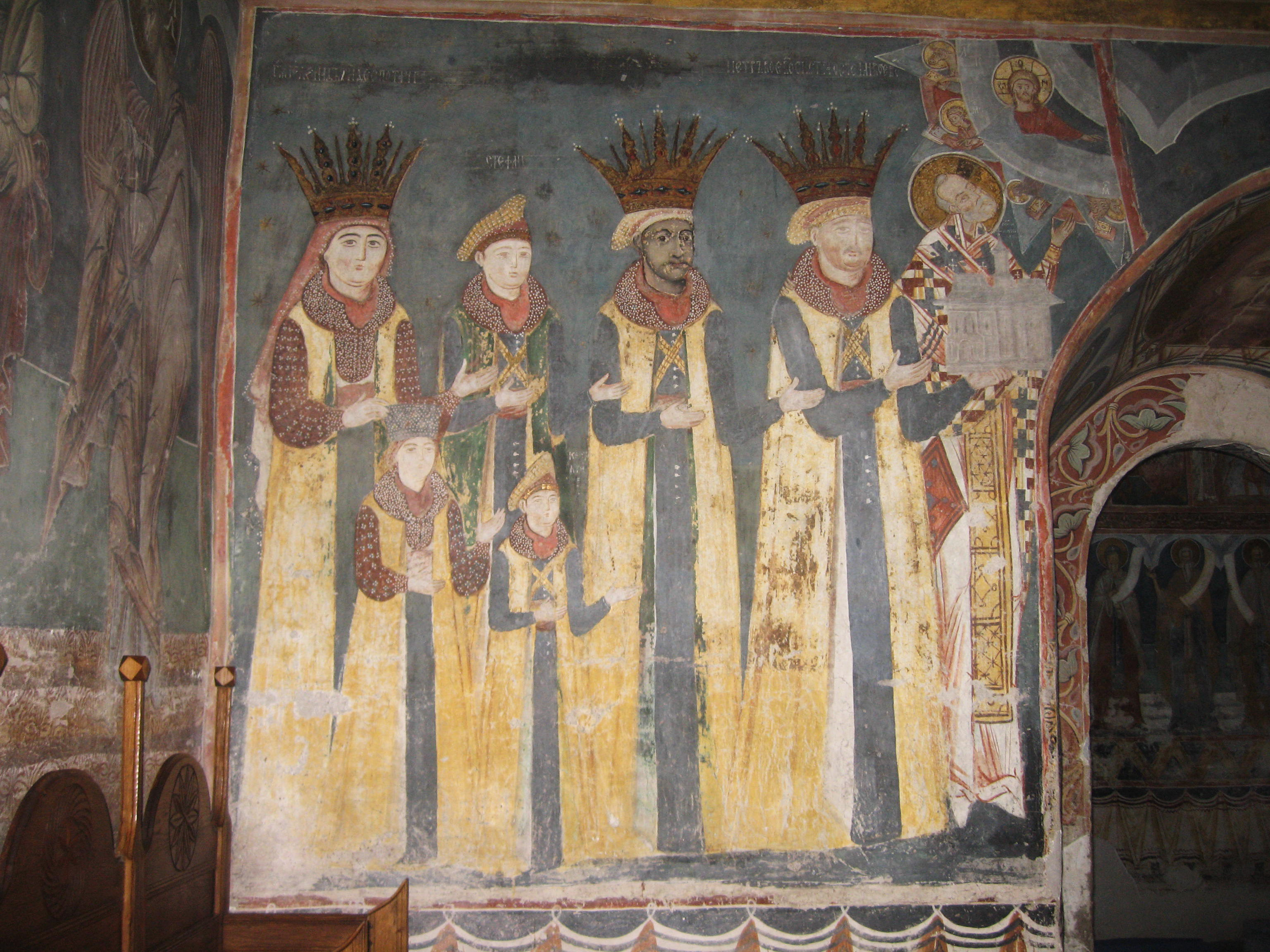
Сім'я Петру IV Рареша. Зображення із Проботського монастиря

Після смерті Петру Рареша Олена правила як регентка разом зі своїм старшим неповнолітнім сином Іллею II (1546—1551), а потім разом зі своїм другим сином Стефаном VI (1551—1552) до його вбивства 1 вересня 1552 року. Олена прагнула посадити своїх синів на престол, оскільки хотіла, щоб рід Мушатів продовжувався по чоловічій лінії. З великою часткою ймовірності в цей період Олена Катерина не наважувалася звести на престол молодшого сина, а сама — стати регенткою. Вона хотіла звести на престол людину, якою могла б маніпулювати, а потім, після досягнення Костянтином повноліття, щоб могла легше усунути ставленика від правління. Того року вона втрутилася в успадкування престолу, підтримуючи боярина Іоана Жолдю, колишнього коміса, за якого вона видала 17-річну доньку Руксандру, щоб той отримав право посісти престол країни. Олександр Лопушнянин, який також претендував на престол, прибув із польською допомогою до Молдавії та, поваливши Жолдю, став господарем. Він одружився із Руксандрою, ставши зятем Олени Рареш. Займаючись організацією змови, спрямованої на сходження на трон Костянтина, свого третього сина, Олена була викрита та вбита удушенням за вказівкою свого зятя Олександра Лопушанина.

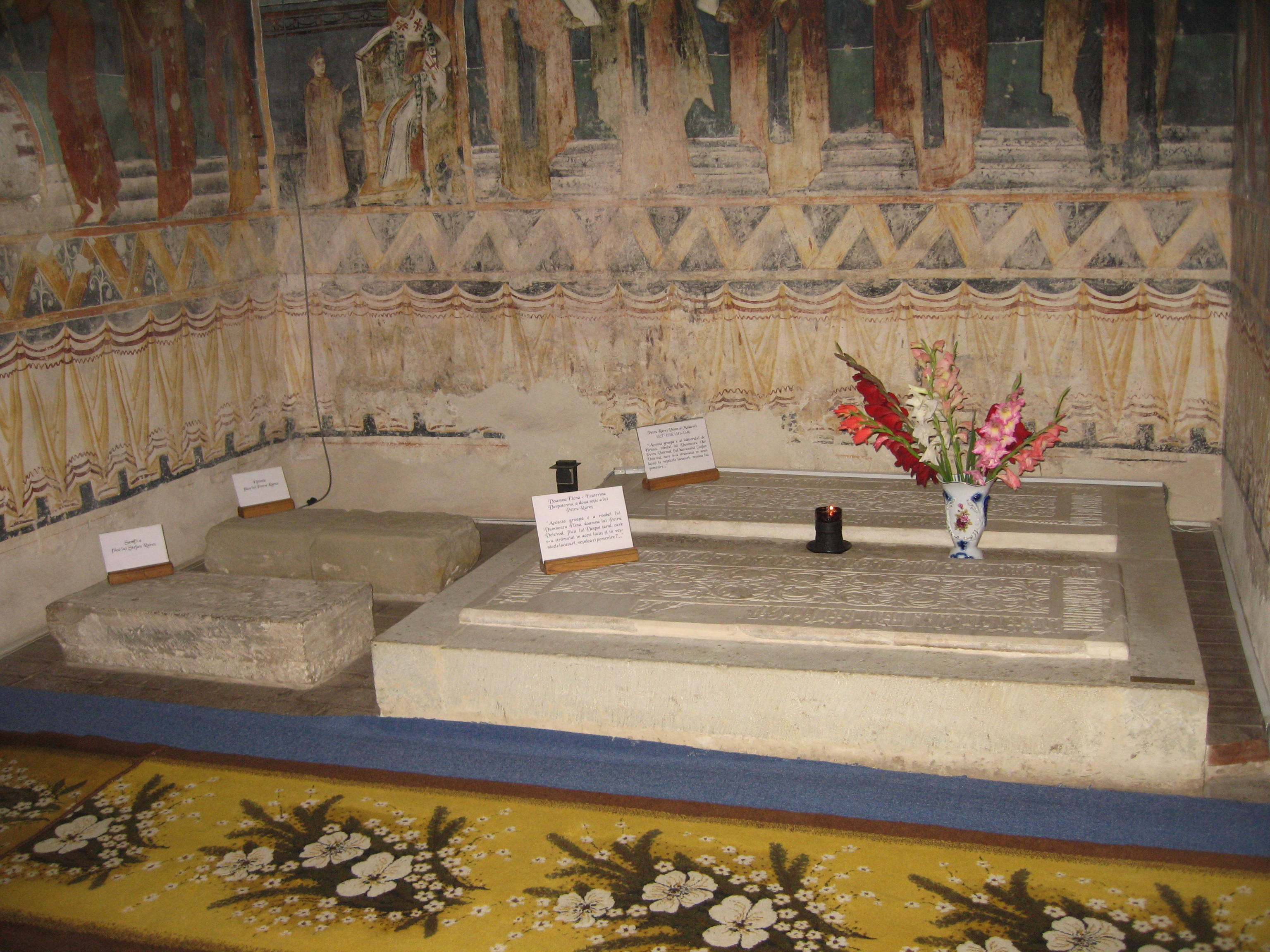
Поховання Петру IV Рареша та Олени Катерини Рареш

Її поховали в церкві Проботського монастиря поруч із чоловіком Петру IV Рарешем. Дві гробниці розміщені склепі, розташованому між пронаосом і наосом, біля стіни пронаоса: гробниця Петру Рареша знаходиться біля південної стіни, а гробниця Олени — вздовж тієї ж стіни, з боку проходу. У написі церковнослов'янською мовою, що знаходиться на надгробній плиті могили, йдеться: «Ця могила рабі Божій Олені, дружині Петру-господаря, дочці царя-деспота, що переселилася на це місце і на вічні місця, вічна їй пам'ять».

## Культурна діяльність
Хоча молдавські жінки також відігравали політичну роль, вони займалися переважно будівництвом культових споруд, даруванні сіл, виноградників, лісів і садів.
Олена Рареш заснувала кілька храмів у Молдові: церкви Святого Георгія (1551) та Успіння (1552) у Ботошані та Святого Воскресіння (1551) у Сучаві.
У написі на церкві в Сучаві йдеться: «З волі Отця, і з допомогою Сина, і з довершенням Святого Духа ця святиня почалася в ім'я Воскресіння Христового, Це було зроблено й завершено Оленою, дружиною Петру-господаря, дочкою Іоана Деспота, за душу Господа свого, господаря Петру, і за себе, року 7059 [1551], місяця січня 15 дня».
Крім того, Олена продовжила та завершила ремонти, розпочаті її чоловіком, і завершила будівництво церков, заснованих нею.
У Патріаршій бібліотеці в Єрусалимі дотепер зберігається Євангеліє, переписане за наказом «Олени Деспотівни, дружини покійного господаря Іо Петру і матері Іллі-воєводи» і подароване Проботському монастирю.